# Specklinia brighamii
Specklinia brighamii är en orkidéart som först beskrevs av Sereno Watson, och fick sitt nu gällande namn av Alec M. Pridgeon och Mark W. Chase. Specklinia brighamii ingår i släktet Specklinia och familjen orkidéer. Inga underarter finns listade i Catalogue of Life.